# Веронська марка
Веронська марка (нім. Mark Verona, Veroneser Mark; вен. Marca de Verona) або Марка Верони та Аквілеї (нім. Mark Verona und Aquileia) — велика марка (прикордонний район) Священної Римської імперії в північно-східному регіоні Італії протягом Середньовіччя, з центрами у містах Верона та Аквілея. Територія марки була завойована королем Німеччини Оттоном I у 952 році. Після заснування в 962 році Священної Римської імперії, марка перебувала у володінні герцогів Баварських. З 976 року перебувала в персональній унії з Каринтійським герцогством. Марка припинила існувати з появою Ломбардської ліги в 1167 році.

## Географія

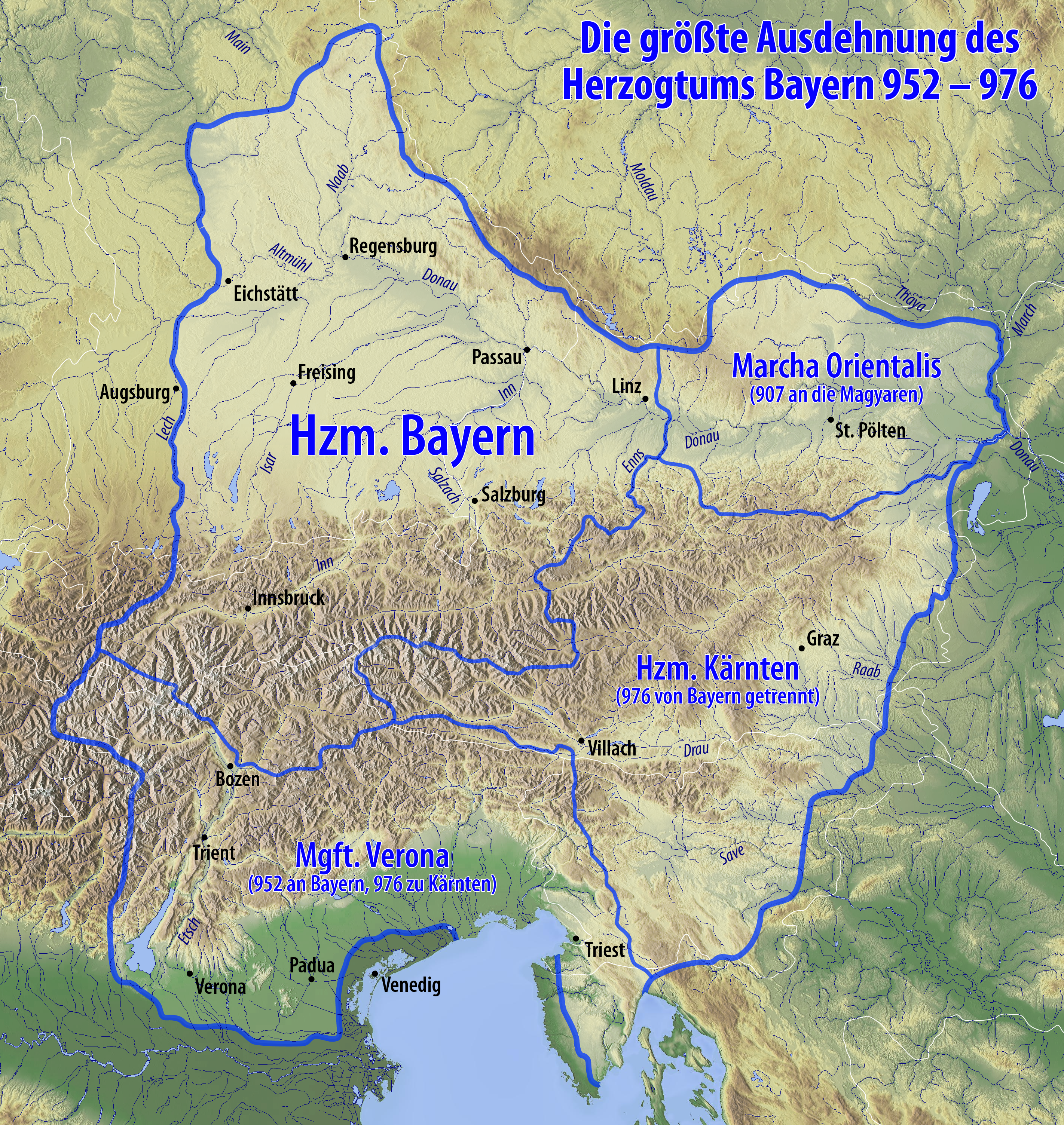
Веронська марка в складі Баварського герцогства в X ст.

Марка приблизно охоплювала історичні регіони Фріулі та Венето від кордону з Ломбардією та річки К'єзе на заході до Тальяменто та Ізонцо (Соча) на сході, верхня долина Сочі в Юлійських Альпах сьогодні є частиною словенського регіону Горішки. За винятком лагун, контрольованих Венецією, марка простягалась від Адріатичного моря до гребня Доломітових Альп і Карнійських Альп на півночі, де гірський регіон Карнія межує з Каринтією. Західні землі навколо Верони охоплювали долину річки По, гори Еуганей і Берічі, Венетські Передальпи та озеро Гарда. Спочатку марка також включала сучасне Трентіно вгору до річки Адідже на північному заході.
Окрім столиці Верони поблизу південно-західного кордону з Тосканою, марка включала єпископську резиденцію в Аквілеї, історичну столицю Фріулі Удіне з сусіднім Чівідале та портом Градо на сході, а також великі міста Віченца, Тревізо та Падуя, які відігравали важливу роль у формуванні Ломбардської ліги. Веронська марка була стратегічно важливою територією, яка контролювала південні шляхи до альпійських перевалів, що вели з Італії до Німеччини, і грала ключову роль у спробах імператорів Священної Римської імперії зберегти панування над Італією — зрештою невдалими.

## Історія
Феодальне володіння під назвою Веронська і Аквілейська марка (лат. Marca Veronensis et Aquileiensis) створив король Італії Беренгар I Фріульський приблизно в 890 році в межах загальної реструктуризації його королівства, коли Веронська марка замінила колишню каролінзьку Фріульську марку, якою востаннє володів заставник Беренгара Вальфред. Марка була відокремлена від Італійського королівства після того, як німецький король Оттон I здійснив кампанію проти італійського короля Беренгара II у 951 році. На засіданні рейхстагу в Аугсбурзі наступного року Беренгар II утримав за собою Італійське королівство, але був змушений погодитись з відокремленням від нього Веронської марки, включеної до складу Баварського герцогства, яким керував брат Оттона, герцог Генріха I, при цьому стара каролінзька Істрійська марка була приєднана до Веронської марки як окреме графство. З 952 по 975 рік і Каринтійська, і Веронські марки перебували під контролем герцогів Баварії і разом з нею утворювали величезний італійсько-німецько-слов'янський феод, яким правили представники Саксонської династії.
Після кількох повстань, очолюваних його баварськими двоюрідними братами, імператор Оттон II у 976 році скинув герцога Генріха II Баварського та заснував на південно-східних територіях Каринтійське герцогство під керівництвом лояльного васала луїтпольдинга Генріха Молодшого. Він також отримав контроль над Веронською маркою як маркою Карінтійського герцогства і відтоді вона час від часу перебувала під контролем каринтійських герцогів. Ще у 975 році у Вероні заснували комуну, якій Оттон II передав повноваження маркізата. З цього часу Верона та кілька інших міст поступово перетворилися на незалежні міста-держави, і своєю чергою титул маркграфа Веронського став фактично порожнім почесним титулом у герцогських домах Баварії та Каринтії. Відтоді імператори Священної Римської імперії замість маркграфів, почали призначати для представлення їх вікаріїв.
З 1004 року король Німеччини Генріх II, що завоював Італійське королівство, виділив кілька територій Веронської марки в долині Адідже навколо Тренто (Трієнта) Трентським єпископам. Його наступник з салічної династії, імператор Конрад II, після своєї коронації в 1027 році відокремив ці землі від Італійського королівства і надав єпископам Тренту безпосередню владу, піднявши їх до рангу імперських князів-єпископів. Трентіно залишався під владою єпископату аж до секуляризації в 1803 році, хоча їх владу оспорювали графи Тірольські.
У 1061 році імператриця Агнеса віддала Каринтію і Верону швабському графу Бертольду з дому Церінгенів. Хоча він не зміг отримати фактичну владу ні як каринтійський герцог, ні як веронський маркграф, він заповів титул своїм нащадкам з Баденського дому, які продовжили правити своїми територіями Швабії як «маркграфством». У той час, у 1070 році, Істрія була знову відроджена до марки та відокремлена від Верони, тоді як у ході суперечки про інвеституру в 1077 році території Фріулі на сході, навколо єпископського міста Аквілеї, були відокремлені від марки, щоб забезпечити церковний Аквілейський патріархат, який, як і Трентське єпископство, став безпосереднім васалом німецького короля Генріха IV.
У 1151 році німецький король, гогенштауфен Конрад III остаточно позбавив герцога Каринтії Генріха V решти Веронської марки та передав її маркграфу Герману III Баденському. Однак у 1164 році найважливіші міста сформували Веронську лігу, союз міст, спрямований на захист своєї незалежності від італійської політики племінника Конрада, імператора Фрідріха Барбаросси. Лігу очолила Венеція, іншими членами були Верона, Падуя, Віченца та Тревізо. У 1167 р. веронські міста приєдналися до Ломбардської ліги; це де-факто призвело до ліквідації імперської марки, що підтвердила перемога ломбардців у Битві при Леньяно 1176 року. Імператори Священної Римської імперії продовжували призначати імперських вікаріїв, хоча на той час ця посада була суто номінальною, оскільки з XIII століття фактичними володарями Верони були подести з династії Скалігерів. У 1405 році веронці підкорилися Венеції, яка приблизно до 1420 року завоювала більшу частину території колишньої марки та включила її до власних материкових володінь Тераферма (Domini di Terraferma).

## Список маркграфів Веронських

### Герцоги Баварські
- 951—955 Генріх I, також маркграф Фріульський та Істрійський

- 953—955 Міло, відлік з 930 або 931, правив як маркграф за Генріха

- 955—975 Генріх II Норовливий, син, скинутий

### Герцоги Каринтійські

Каринтська пантера герцогів Каринтії

- 976—978 Генріх III Молодший, скинутий
- 978—985 Оттон I
- 985—989 Генріх III Молодший, знову
- 989—995 Генріх II Сперечальник, знову
- 995—1004 Оттон I, знову
- 1004—1011 Конрад I
- 1011—1035 Адальберо з Еппенштейна
- 1035—1039 Конрад II, син Конрада I
  - 1039—1047 вакантний, безпосередньо керований королем Генріхом III
- 1047—1055 Вельф[2]
- 1056—1061 Конрад III
- 1061—1077 Бертольд I
- 1077—1090 Ліутольд Еппенштейнський
- 1090—1122 Генріх IV
- 1122—1123 Генріх V
- 1123—1135 Енгельберт
- 1135—1144 Ульріх I
- 1144—1151 Генріх VI

### Маркграфи Баденські
- 1151—1160 Герман III, син
- 1160—1190 Герман IV, син
- 1190—1243 Герман V, син
  - 1223—1233 Еццеліно
- 1243—1250 Герман VI, син Германа V
- 1250—1268 Фрідріх I, син, обезголовлений